# Trichurinae
Trichurinae sind eine Unterfamilie der Fadenwürmer und die einzige Unterfamilie der Trichuridae. Sie sind Parasiten, die verschiedene Organe von Wirbeltieren befallen. Auch der Mensch kann Wirt verschiedener Arten der Trichuridae werden und einige Arten verursachen Erkrankungen, die tödlich enden können.

## Merkmale
Wie alle Familien aus der Überfamilie Trichuroidea weisen die Trichuridae ein längeres und schmaleres Vorderende und einen Ösophagus auf, der aus einem vorderen, muskulären, und einem hinteren, drüsigen Teil besteht. Die Mitglieder der Familie zeichnen sich dadurch aus, dass die Weibchen ovipar sind und die Männchen nur ein Spiculum aufweisen.

## Lebensweise
Trichuridae befallen vor allem den Darmtrakt, manche Arten aber auch die Leber oder die Harnblase von Wirbeltieren. Die Lebenszyklen können auf eine Wirtsart beschränkt sein oder einen Wirtswechsel beinhalten, wobei häufig Anneliden als Zwischenwirte auftreten.

## Taxonomie
Zur Unterfamilie der Trichurinae gehört nur die Tribus Trichurini mit wiederum nur einer Tribus, den Trichurinii. Diese umfassen sechs Gattungen mit 127 Arten.
- Capillostrongyloides Freitas & Lent, 1935
- Orthothominx Teixeira-De-Freitas & Jorge-Da-Silva, 1960
- Pearsonema Teixeira-De-Freitas & Machado-De-Mendonca, 1960
- Sclerotrichum Rudolphi, 1819
- Tenoranema Mas-Coma & Esteban, 1985
- Trichuris (Peitschenwürmer), unter anderen mit:
  - Trichuris suis (Schweinepeitschenwurm)
  - Trichuris trichiura (Peitschenwurm)
  - Trichuris vulpis (Hundepeitschenwurm, siehe auch Fadenwurminfektionen des Hundes)